# World Padel Tour 2020
 (novembre 2023).
La mise en forme du texte ne suit pas les recommandations de Wikipédia : il faut le « wikifier ».
Les points d'amélioration suivants sont les cas les plus fréquents :
- Les titres sont pré-formatés par le logiciel. Ils ne sont ni en capitales, ni en gras.
- Le texte ne doit pas être écrit en capitales (les noms de famille non plus), ni en gras, ni en italique, ni en « petit »…
- Le gras n'est utilisé que pour surligner le titre de l'article dans l'introduction, une seule fois.
- L'italique est rarement utilisé : mots en langue étrangère, titres d'œuvres, noms de bateaux, etc.
- Les citations ne sont pas en italique mais en corps de texte normal. Elles sont entourées par des guillemets français : « et ».
- Les listes à puces sont à éviter, des paragraphes rédigés étant largement préférés. Les tableaux sont à réserver à la présentation de données structurées (résultats, etc.).
- Les appels de note de bas de page (petits chiffres en exposant, introduits par l'outil «  Source ») sont à placer entre la fin de phrase et le point final[comme ça].
- Les liens internes (vers d'autres articles de Wikipédia) sont à choisir avec parcimonie. Créez des liens vers des articles approfondissant le sujet. Les termes génériques sans rapport avec le sujet sont à éviter, ainsi que les répétitions de liens vers un même terme.
- Les liens externes sont à placer uniquement dans une section « Liens externes », à la fin de l'article. Ces liens sont à choisir avec parcimonie suivant les règles définies. Si un lien sert de source à l'article, son insertion dans le texte est à faire par les notes de bas de page.
- La présentation des références doit suivre les conventions bibliographiques. Il est recommandé d'utiliser les modèles {{Ouvrage}}, {{Chapitre}}, {{Article}}, {{Lien web}} et/ou {{Bibliographie}}. Le mode d'édition visuel peut mettre en forme automatiquement les références.
- Insérer une infobox (cadre d'informations à droite) n'est pas obligatoire pour parachever la mise en page.

Pour une aide détaillée, merci de consulter Aide:Wikification.
Si vous pensez que ces points ont été résolus, vous pouvez retirer ce bandeau et améliorer la mise en forme d'un autre article.
Navigation
World Padel Tour 2019 World Padel Tour 2021
Le World Padel Tour 2020 est la huitième édition du circuit professionnel de padel World Padel Tour. Cette édition s'est déroulée tout au long de l'année 2020, regroupant 11 tournois de catégories masculines et féminines.

Cette édition introduit un changement concernant les règles du jeu, avec la mise en place du "Punto de Oro",, qui consiste en ce que lorsqu'un jeu atteint 40-40, les points avec un avantage (Ad) ne sont pas joués, mais un seul point est joué et détermine le gagnant du jeu. Cette mesure a été prise pour réduire la durée des matchs.
Le calendrier est perturbé à cause des mesures sanitaires engendrées par la pandémie de Covid-19.

## Calendrier
Les tournois se partagent en deux catégories, répartissant de manière différente les points :
- Master

- Open
A la fin de l'année se déroule le Master Final, réunissant les 16 meilleurs joueurs et joueuses de l’année au classement Race du WPT.
En raison de la pandémie de Covid-19, le calendrier est perturbé et modifié. 22 tournois étaient initialement prévus pour cette saison 2020, de catégorie Master, Open et Challenger, ainsi que le Master Final. De nombreux pays ont vu leur tournoi annulé : l'Argentine, la Belgique, le Brésil et le Portugal. Deux tournois d'exhibition devaient également avoir lieu, dans la région du Yucatán au Mexique du 13 au 15 mars, ainsi qu'à Stockholm du 15 au 18 avril. 
Un nouveau calendrier, exclusivement espagnol hormis l'Open de Sardaigne, a été organisé afin de s'adapter à la crise sanitaire avec seulement 11 étapes : 2 Master, 8 Open et le Master Final (aucun tournoi de catégorie Challenger, la catégorie rapportant le moins de points au classement du circuit).
Le calendrier de l'année 2020 est le suivant :
| Tournoi              | Ville               | Pays    | Dates                       | Ref    |
| -------------------- | ------------------- | ------- | --------------------------- | ------ |
| Marbella Master      | Marbella            | Espagne | 2 mars - 8 mars             | [ 7 ]  |
| Estrella Damm Open   | Madrid              | Espagne | 28 juin - 5 juillet         | [ 8 ]  |
| Vuelve a Madrid Open | Madrid              | Espagne | 12 juillet - 19 juillet     | [ 9 ]  |
| Adeslas Open         | Madrid              | Espagne | 2 août - 8 août             | [ 10 ] |
| València Open        | Valence             | Espagne | 30 août - 6 septembre       | [ 11 ] |
| Sardegna Open        | Cagliari            | Italie  | 6 septembre - 13 septembre  | [ 12 ] |
| Menorca Open         | Port Mahon          | Espagne | 20 septembre - 27 septembre | [ 13 ] |
| Barcelona Master     | Barcelone           | Espagne | 10 octobre - 18 octobre     | [ 14 ] |
| Alicante Open        | Alicante            | Espagne | 4 novembre - 8 novembre     | [ 15 ] |
| Las Rosas Open       | Las Rozas de Madrid | Espagne | 18 novembre - 22 novembre   | [ 16 ] |
| Menorca Master Final | Port Mahon          | Espagne | 10 décembre - 13 décembre   | [ 17 ] |

## Résultats

### Compétition masculine
| Master       |
| Open         |
| Master Final |

| Tournoi               | Vainqueurs                         | Finalistes                         | Résultat        | Refs.  |
| --------------------- | ---------------------------------- | ---------------------------------- | --------------- | ------ |
| Marbella              | Paquito Navarro Pablo Lima         | Alejandro Galán Juan Lebrón        | 7-6 / 2-6 / 6-3 | [ 18 ] |
| Estrella Damm Madrid  | Alejandro Galán Juan Lebrón        | Paquito Navarro Pablo Lima         | 7-5 / 6-3       |        |
| Vuelve a Madrid       | Alejandro Galán Juan Lebrón        | Fernando Belasteguín Agustín Tapia | 4-6 / 6-1 / 6-4 |        |
| Adeslas Madrid        | Alejandro Galán Juan Lebrón        | Juan Tello Federico Chingotto      | 6-7 / 6-1 / 6-4 |        |
| Valence               | Alejandro Galán Juan Lebrón        | Juan Tello Federico Chingotto      | 6-3 / 7-6       |        |
| Sardegna              | Fernando Belasteguín Agustín Tapia | Javier Ruiz Uri Botello            | 6-1 / 6-4       |        |
| Minorque              | Sanyo Gutiérrez Franco Stupaczuk   | Fernando Belasteguín Agustín Tapia | 6-3 / 7-5       |        |
| Barcelone             | Alejandro Galán Juan Lebrón        | Franco Stupaczuk Sanyo Gutiérrez   | 6-4 / 6-1       |        |
| Alicante              | Alejandro Galán Juan Lebrón        | Franco Stupaczuk Sanyo Gutiérrez   | 4-6 / 6-3 / 6-4 |        |
| Las Rozas de Madrid   | Juan Tello Federico Chingotto      | Paquito Navarro Pablo Lima         | Ab.             |        |
| Minorque Master Final | Fernando Belasteguín Agustín Tapia | Juan Lebrón Alejandro Galán        | 6-3 / 7-6       |        |

### Compétition féminine
| Master       |
| Open         |
| Master Final |

| Tournoi               | Vainqueurs                                | Finalistes                                | Résultat        | Refs.  |
| --------------------- | ----------------------------------------- | ----------------------------------------- | --------------- | ------ |
| Marbella              | Marta Marrero Paula Josemaría             | Alejandra Salazar Ariana Sánchez          | 7-6 / 3-6 / 6-2 | [ 19 ] |
| Estrella Damm Madrid  | Alejandra Salazar Ariana Sánchez          | Lucía Sainz Gemma Triay                   | 6-2 / 6-3       |        |
| Vuelve a Madrid       | Marta Ortega Bea González                 | Patricia Llaguno Elisabeth Amatriaín      | 5-7 / 6-1 / 6-1 |        |
| Adeslas Madrid        | Mapi Sánchez Alayeto Majo Sánchez Alayeto | Marta Ortega Bea González                 | 4-6 / 6-4 / 6-4 |        |
| Valence               | Alejandra Salazar Ariana Sánchez          | Marta Marrero Paula Josemaría             | 7-5 / 7-6       |        |
| Sardegna              | Lucía Sainz Gemma Triay                   | Marta Marrero Paula Josemaría             | 6-0 / 6-7 / 7-6 |        |
| Minorque              | Alejandra Salazar Ariana Sánchez          | Lucía Sainz Gemma Triay                   | 3-6 / 6-1 / 6-2 |        |
| Barcelone             | Lucía Sainz Gemma Triay                   | Mapi Sánchez Alayeto Majo Sánchez Alayeto | 6-2 / 6-3       |        |
| Alicante              | Lucía Sainz Gemma Triay                   | Marta Marrero Marta Ortega                | 2-6 / 7-6 / 6-3 |        |
| Las Rozas de Madrid   | Lucía Sainz Gemma Triay                   | Bea González Paula Josemaría              | 6-0 / 7-6       |        |
| Minorque Master Final | Lucía Sainz Gemma Triay                   | Alejandra Salazar Ariana Sánchez          | 6-4 / 6-3       |        |

## Classement final
Ci-dessous les classements du circuit World Padel Tour à la fin de la saison 2020, après le dernier tournoi.

### Classement individuel masculin
| N.º | Nom                   | Points |
| --- | --------------------- | ------ |
| 1   | Alejandro Galán       | 8.860  |
| 1   | Juan Lebrón           | 8.860  |
| 3   | Fernando Belasteguín  | 5.185  |
| 3   | Agustín Tapia         | 5.185  |
| 5   | Paquito Navarro       | 5.005  |
| 6   | Franco Stupaczuk      | 4.960  |
| 6   | Sanyo Gutiérrez       | 4.960  |
| 8   | Pablo Lima            | 4.770  |
| 9   | Juan Tello            | 4.005  |
| 9   | Federico Chingotto    | 4.005  |
| 11  | Maxi Sánchez          | 2.700  |
| 12  | Martín Di Nenno       | 2.260  |
| 13  | Matías Díaz           | 2.235  |
| 14  | Javier Ruiz           | 2.065  |
| 14  | Uri Botello           | 2.065  |
| 16  | Agustín Gómez Silingo | 1.885  |

### Classement individuel féminin
| N.º | Nom                  | Points |
| --- | -------------------- | ------ |
| 1   | Gemma Triay          | 8.375  |
| 1   | Lucía Sainz          | 8.375  |
| 3   | Alejandra Salazar    | 6.310  |
| 3   | Ariana Sánchez       | 6.310  |
| 5   | Marta Marrero        | 5.050  |
| 6   | Paula Josemaría      | 4.855  |
| 7   | Marta Ortega         | 4.720  |
| 7   | Beatriz González     | 4.720  |
| 9   | Mapi Sánchez Alayeto | 4.390  |
| 9   | Majo Sánchez Alayeto | 4.390  |
| 11  | Elisabet Amatriaín   | 3.130  |
| 11  | Patricia Llaguno     | 3.130  |
| 13  | Carolina Navarro     | 1.995  |
| 14  | Aranzazu Osoro       | 1.943  |
| 15  | Sofia Araújo         | 1.550  |
| 15  | María Virginia Riera | 1.550  |